# Enkeltsag
Begrebet enkeltsag dækker offentlige sager hvor dokumenter og øvrige oplysninger tilsammen afspejler en bestemt administrativ proces.
Dette svarer til Ombudsmandens krav om at man til enhver tid skal kunne separere de oplysninger , der ligger til grund for en forvaltningsafgørelse eller -beslutning.